# Kejseren af Portugalien (tv-serie)
Kejseren af Portugalien (svensk: Kejsarn av Portugallien) er en nordisk-produceret tv-serie i tre dele fra 1992, instrueret af forfatter og dramatiker Lars Molin. Serien bygger på den svenske forfatter Selma Lagerlöfs roman (1914) af samme navn.  

## Handlingen kort
Husmanden Jan i Skrolycka og hans kone Kattrina får datteren Klara i slutningen af 1800-tallet, og Jan overvældes fra da af dyb faderlig kærlighed til sin datter. Men da Klara bliver voksen, tager hun til Stockholm for at hjælpe sine forældre, så de kan beholde husmandsstedet. Pengene modtages af forældrene, men Klara selv vender ikke tilbage, og Jan bliver sindssyg af sorgen og forestiller sig i sit vanvid, at han nu er kejser.

## Om filmen
Den første del af miniserien havde premiere i Sverige d. 25. december 1992 på SVT 1 med Jan-Hugo Norman som filmfotograf. Selma Lagerlöfs inspiration til romanfiguren Jan Andersson i Skrolycka hed oprindelig Jan Nilsson, og hans datter Kattrina, født i 1843 var rollemodel for romanens Klara Fina Gulleborg. Hun kom til Stockholm og senere til Finland, og det gik hende meget dårligt i det virkelige liv. Romanen er tidligere blevet filmatiseret af Victor Sjöström i de år, han arbejdede i Hollywood og fik premiere i 1925 med den engelske titel The Tower of Lies. I Sverige blev historien filmet for første gang i 1944 med instruktion af Gustaf Molander.
For sin rolle som Jan, blev Ingvar Hirdwall kåret til "Årets skuespiller" ved en afstemning i Expressen.

## Udvalgte roller
- Ingvar Hirdwall - Jan
- Gunilla Nyroos - Kattrina
- Cecilia Ljung – Klara Fina
- Agnes Hirdwall – Klara Fina, 7-10 år
- Allan Svensson - Gunnarsson
- Ulf Friberg - August
- Halvar Björk - Erik i Falla
- Inga Landgré - mor i Falla
- Per Oscarsson - Ol-Bengtsa
- Rolf Lassgård - Agrippa
- Bertil Norström – den gamle pastor
- Gösta Bredefeldt - Dr. Berg
- Anders Ahlbom - ingeniøren
- Bengt Järnblad - Henningson
- Jonas Falk - riksdagsmanden
- Iwa Boman - jordemoderen
- Eva Gröndahl - Stoll-Inga
- Boman Oscarsson - Einar Ersson
- Tomas Pontén - løjtnant Liljecrona
- Lennart Hjulström - major Krapp
- Rolf Degerlund - unge Bengtsa
- Gert Fylking - handelsmanden